# そうや (巡視船)
そうや（JCG Souya, PLH 01）は、海上保安庁の巡視船。船種記号は、当初は他の大型巡視船と同じPL（Patrol vessel Large）とされていたが、後にPLH（Patrol vessel Large with Helicopter）に変更された。また公称船型も、当初は単に「ヘリコプター搭載型」と称されていたが、2機搭載のみずほ型の出現によって「ヘリコプター1機搭載型」となった。
海上保安庁に在籍する船艇の中では、保存船となっている初代「宗谷」(PL107)に次ぐ長寿船であり、巡視船として現役で運用されているものとしては最古。海上保安庁向けに建造されたものとしては初めてヘリコプター運用能力を有する巡視船であり、またPLHとしては唯一砕氷船としての能力を備えている。

## 来歴
昭和50年代、海上保安庁では、PL107「宗谷」の代替建造が求められるようになっていた。同船は、南極観測任務に充当されていた際にはヘリコプター甲板を設置してベル47やシコルスキー S-58の運用を行っていたものの、第一管区海上保安本部に配属されて以降はヘリコプターの運用は行っていなかった。このこともあり、当初は代船としては1,000トン型が想定されていた。しかし、南極観測任務において確認されたヘリコプターによる広域監視・高速進出能力は、200海里の排他的経済水域など新海洋秩序時代を迎えつつある海保の警備・救難能力にとって大いに貢献するものと考えられたことから、ヘリコプター搭載巡視船が構想されるようになった。
当初は、洋上で運用することから大型双発ヘリコプターの搭載が構想され、常時1機を展開可能とするために2機の搭載が求められた。またヘリコプターの行動支援のため、対空レーダーや航法援助装置（TACAN）、さらには強制着船装置の搭載も構想され、この結果として、6,000トン級巡視船として計画された。しかし本計画で建造した場合、海上保安庁に割り当てられた船舶建造費の全額（60億円弱）を1隻でオーバーしてしまい、また巡視船でのヘリコプター運用自体がほぼ未知数であったことから、慎重論が強く主張されるようになり、結局、中型ヘリコプター1機搭載の3,000トン級巡視船として設計されることになった。これによって建造されたのが本船である。1976年8月、2年計画として予算要求が行われ、昭和52年度計画において建造が認可された。

## 設計
上記の通り、「宗谷」の代船として建造されたことから、本船は、PLHとしての速力性能（常用20ノット以上）とともに砕氷能力（1.5メートル）を備えることが求められた。しかし、砕氷能力を確保しようとすると幅広で中央部の船底が垂れ下がった船型となるが、これは抵抗が大きく高速化が難しいというジレンマが生じた。実際、砕氷船船型で試設計を行ったところ、最大速力は18ノット程度にとどまると試算されていた。このため、吃水線長の延長や船尾の整形（クルーザー・スターン形状）など高速化のための工夫を凝らすことで、これらの両立を実現した。3ノットで1mの連続砕氷能力、最大で約1.5mの砕氷能力を有する。
船型は居住区を大きく確保するために長船首楼型とされ、准士官以上には個室が割り当てられた。
なお従来白色船体に黒字船名、煙突は濃紺に白色コンパスマークのみであったが、1984年7月21日「Sマーク」が採用され、 船首付近に記載される事になった。また2000年に英文名称が「Japanese Maritime Safety Agency」から 「JAPAN COAST GUARD」に変更されたのを期に船体中央付近に記載される様になった。また、船名も黒字から濃紺字に変更された。
主機関としては、SEMT ピルスティク 12PC2-5 V400ディーゼルエンジンを日本鋼管がライセンス生産して搭載した。2基の主機関で両舷それぞれ1軸ずつの推進器を駆動しており、出力は定格8,000 bhp（常用6,630 bhp）、回転数520 rpmであった。プロペラは4翼の可変ピッチ・プロペラである。
また電源としては520 kWの主発電機2基と120 kWの発電機を1基搭載して、合計出力1,160 kWを確保した。

## 装備
ヘリコプターの離着船にあたっては、ローリング5度、ピッチング2度以内に収めることが求められた。船体の形状・寸法から、ある程度の荒天下でもピッチングは2度以下になると期待されたが、ローリングはかなりの高頻度で5度以上になることが危惧されたことから、従来の減揺水槽と共に、引き込み式のフィンスタビライザーを巡視船では初めて搭載した。また地面効果の影響を軽減するため、ヘリコプターのローター径以上のヘリコプター甲板幅が確保された。これにより、航空法で定められている臨時飛行場としての認可を取得した。なおヘリコプター甲板には発着時の衝撃に耐える強度が求められたが、海保にはそのような設計に関するデータがなかったことから、「宗谷」での発着試験が繰り返された。またヘリコプターの移送装置としては格納庫内に引き込み用、船尾甲板に引き出し用ウインチを設置したが、ウインチとヘリコプターの間のロープが長くなり、横流れしやすいために人力で制動する必要があるという問題があった。格納庫は当初伸縮式を検討したが、伸縮用レールが下部の居住区に与える影響や、アメリカにおける同方式の運用実績を考慮し、固定式とされた。寸法については、機体格納時の整備空間（周囲1メートル）と、出入時のローター振れを考慮して決定された。事故に備え、飛行甲板に海水消火栓4個、格納庫上に放水銃2基、格納庫内に火災・ガス検知器と泡消火装置のノズル配管が用意されていた。
また、排他的経済水域200海里時代にあたって巡視船艇多数を投入しての大規模ミッションの増加が想定されたことから、その指揮船となるPLHには、従来よりも強力な情報収集・解析および指揮・統制能力が求められた。このことから、操舵室の後方にOIC室（Operation Information Center）が設けられ、指揮機能がここに集約された。またその右舷側に航空管制室を配置することで、ヘリコプター運用との緊密な連携が確保された。ただし本船のOIC室は床面積10平方メートル程度であり、また操舵室や航空管制室とも独立しているなど、後の船のOIC室と比して機能は限定的なものであった。
兵装としては、当初ボフォース 60口径40mm機関砲とエリコン70口径20mm機関砲を船体前方に各1門、単装マウントに配して搭載していたが、後に20mm単装機関砲は撤去された。なおレーダーとしては、10センチメートル波（Sバンド）および3センチメートル波（Xバンド）のものを1基ずつ装備した。
搭載機は竣工時ベル212救難ヘリコプターを搭載、機体の老朽化に伴い2015年3月2日、シコルスキーS-76C++（元函館航空基地所属機）に変更、2024年3月にはS-76Dへ更新された。
| 機種                  | 愛称     | 配属機体 | 搭載期間                       |
| --------------------- | -------- | -------- | ------------------------------ |
| ベル212               | －       | MH531    | 1978年9月21日 - 1979年2月13日  |
| ベル212               | －       | MH532    | 1979年02月13日 - 1982年4月18日 |
| ベル212               | せきれい | MH565    | 1982年4月18日 - 2010年12月27日 |
| ベル212               | せきれい | MH575    | 2010年12月27日 - 2015年2月25日 |
| シコルスキーS-76C＋＋ | せきれい | MH909    | 2015年2月25日 - 2024年3月7日   |
| シコルスキーS-76D     | せきれい | MH922    | 2024年3月8日 -                 |

## 船歴
1978年（昭和53年）11月22日に日本鋼管鶴見工場で竣工した。当時唯一の砕氷巡視船で、北海道近海における冬季の警備救難に重宝された。冬季には海氷観測を行っている。
本船の設計は同じくヘリコプター搭載巡視船であるつがる型巡視船のベースになった。25年の耐用年数を過ぎた後も第一管区海上保安本部の基幹船でありつづけ、堅牢につくられた船体・機関等についてはまだまだ第一線での任務に耐えると判断されたが、装備の陳腐化が進んでいたため、海上保安庁が建造した大型巡視船としては初めて、2009年（平成21年）度予算で15年程度延命させるための改修工事の予算が計上された。これによってOICを拡大して通信室と統合、船テレ・システム（船陸間のデータ転送システム）搭載や、ヘリコプター移送装置を新鋭PLHと同じレール/台車式に変更するなどの改修が行われ、2010年に改修を終了し任務に復帰した。改修費は約27億円であった。
2011年（平成23年）3月11日に発生した東日本大震災では3月13日に岩手県釜石港に入港し、仮庁舎に移るまでの一ヶ月間、津波により指揮機能を失った釜石海上保安部の現地対策本部として運用された。
2016年10月の「たかとり(PM89)」の解役により、海上保安庁に運用されているものとしては最古参の巡視船となり、2018年には、海上保安庁向けに建造された船としては過去に例のない船齢40の大台に達した。2019年3月には先代「宗谷」の運用期間（約40年4か月）を上回った。
2021年8月、令和4年度概算予算要求において代替建造船が令和7年度就役予定で要求項目に計上され、同年12月20日に成立した令和3年度補正予算に繰上げ計上された。代替船は2024年9月2日に、JMU横浜事業所磯子工場で進水し「そうや」と命名され、船番号もPLH01を受け継いでいる。